# جويس فان باتن
جويس فان باتن (بالإنجليزية: Joyce Van Patten)‏ (و. 1934  م) هي ممثلة تلفزيونية، وممثلة أفلام، وممثلة مسرحية أمريكية، ولدت في نيويورك، بدأت مشوارها المهني سنة 1948.

## وصلات خارجية
- جويس فان باتن على موقع IMDb (الإنجليزية)
- جويس فان باتن على موقع ألو سيني (الفرنسية)
- جويس فان باتن على موقع أول موفي (الإنجليزية)
- جويس فان باتن على موقع قاعدة بيانات برودواي على الإنترنت (الإنجليزية)
- جويس فان باتن على موقع قاعدة بيانات الأفلام السويدية (السويدية)
- جويس فان باتن على موقع إن إن دي بي (الإنجليزية)
- جويس فان باتن على موقع قاعدة بيانات الفيلم (الإنجليزية)
- جويس فان باتن على موقع كينوبويسك (الروسية)